# NGC 7480
NGC 7480 est une galaxie lenticulaire vue par la tranche et située dans la constellation des Poissons. Sa vitesse par rapport au fond diffus cosmologique est de 4 453 ± 45 km/s, ce qui correspond à une distance de Hubble de 65,7 ± 4,7 Mpc (∼214 millions d'al). NGC 7480 a été découverte par l'astronome allemand Albert Marth en 1864.

## Trois galaxies

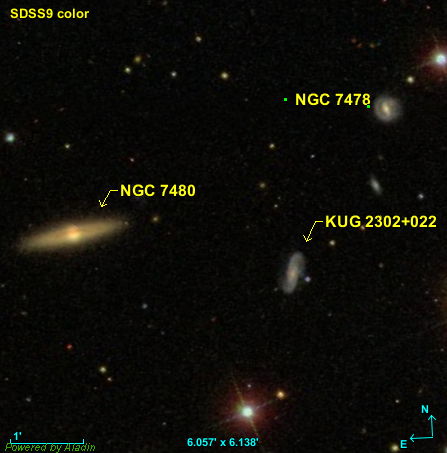
Trois galaxies dans la même région du ciel.

Il y a trois galaxies dans la même région du ciel que NGC 7480, les deux autres galaxies sont NGC 7478 et KUG 2302+022.
Wolfgang Steinicke indique trois entrées pour NGC 7480, dont deux sont identiques (NGC 7480 = NGC 7480A). La troisième entrée est KUG 2302+022 ou PGC 85377. La désignation de cette galaxie par la base de données NASA/IPAC est aussi NGC 7080B. La troisième galaxie est NGC 7478. La distance de Hubble de NGC 7080B est de 202,8 ± 14,2 Mpc (∼661 millions d'al) et celle de NGC 7080B est de 201,6 ± 14,1 Mpc (∼658 millions d'al). Ce sont donc deux galaxies éloingées qui pourraient fort bien former une paire réelle.